# Relaciones El Salvador-Panamá
Las Relaciones El Salvador-Panamá se refieren a las relaciones entre la República de El Salvador y la República de Panamá. El Salvador mantiene una embajada en la Ciudad de Panamá. Panamá mantiene una embajada en la ciudad de San Salvador.

## Historia
En la mañana del 31 de diciembre de 1882, el distinguido político, diplomático de Colombia y escritor, Justo Arosemena, panameño de nacimiento y considerado el padre de la nacionalidad panameña, desembarcó del vapor San Juan en el puerto de La Libertad de El Salvador durante su viaje por Centroamérica con la calidad de agente viajero para la casa comercial neoyorquina Camacho, Roldán y Vengoechea; llegó a San Salvador el mismo día. Hasta principios de enero de 1883 se supo en San Salvador del fallecimiento del presidente de Colombia Francisco Zaldúa en el 21 de diciembre del año pasado; el gobierno salvadoreño de Rafael Zaldívar acordó en el 2 de enero mantener en media asta el pabellón en todos los edificios públicos durante tres días, ocurriendo todo esto durante la estadía de Arosemena. En el 4 de enero, escribió la siguiente carta a la casa comercial acerca de su recibimiento:

Hoy visito al Presidente, que me ha mandado de visita al Ministro de Relaciones Exteriores. En todas partes se me recibe con grandes atenciones, y no se deja de extrañar que un publicista y diplomático se haya hecho comerciante. Pero vaya usted a explicar!
Justo Arosemena

El gobierno salvadoreño durante la administración interina del senador y primer designado encargado de la presidencia Ángel Guirola juzgó conveniente el establecimiento de una oficina diplomática en la Ciudad de Panamá para proteger a los ciudadanos salvadoreños y sus intereses en ese importante puerto en lo que era parte de los Estados Unidos de Colombia. Por tanto, en el 5 de junio de 1884, el gobierno reconoció a Samuel Boyd como vicecónsul de El Salvador en Panamá.

### Pos-independencia panameña
Panamá se declaró separado e independiente de Colombia en el 3 de noviembre de 1903. La noticia llegó a El Salvador por cable y fue publicado en el Diario Oficial en el 6 de noviembre de 1903 de la siguiente forma:

Panamá, 3 (de noviembre) - La independencia del Istmo de Panamá se declaró hoy á las 6 p.m., en medio del entusiasmo y de la excitación de la muchedumbre. Los Generales Tovar y Amaya y el ex-Gobernador Obaldía están presos, lo mismo que todas las autoridades. Los dos primeros habían llegado á ésta hoy en el crucero "Cartagena." Este crucero y todos los colombianos que estaban en esta bahía, han sido capturados. Hoy en la tarde ó mañana en la mañana, tomarán á Colón los independientes.

Según datos del gobierno, las exportaciones por los puertos de El Salvador para Panamá en su primer mes de independencia en noviembre de 1903 consistía en 2200 bultos de azúcar valorados en ₡9,850. Las exportaciones en el siguiente mes bajaron a 900 bultos de azúcar exportado del puerto de Acajutla con un valor de ₡3,850 y artículos diversos valorados en ₡120; esto suma en un valor de ₡3,970 en exportaciones a Panamá en diciembre de 1903. En enero de 1904 las exportaciones fueron valoradas en ₡3,800. En febrero, el valor de las exportaciones aumentaron considerablemente; 21 bultos de artículos diversos, 3,893 de azúcar, 48 de licores y 11 de manteca de cerdo, sumando 3,973 bultos con un valor de ₡21,077.70.
El gobierno salvadoreño bajo la administración del presidente Pedro José Escalón tomó en consideración las comunicaciones dirigidas al Ministerio de Relaciones Exteriores por la Junta Provisional de Gobierno de Panamá; también notaron que los delegados en Panamá habían dictado una constitución y que la República de Panamá había sido reconocida por la mayor parte de las Américas y Europa. Por tanto, en el 19 de marzo de 1904, decretó el reconocimiento a la República de Panamá como nación independiente y soberana y a la vez autorizó al Ministro de Relaciones Exteriores, Manuel I. Morales para establecer una representación consular y diplomática de El Salvador en Panamá. Por tanto, en la misma fecha, el ministro Morales restableció a Federico Boyd como Cónsul de El Salvador en Panamá; Boyd ya había servido con el mismo cargo a satisfacción del gobierno salvadoreño antes de la independencia de Panamá, pero su exequatur fue cancelado con la separación de Panamá de Colombia en el 3 de noviembre de 1903.
El primer presidente de la República de Panamá, Manuel Amador Guerrero, envió una carta autógrafa, la primera de un presidente de Panamá a El Salvador, en el 29 de febrero de 1904;

A Su Excelencia Pedro José Escalón, Presidente de la República de El Salvador.
Grande y Buen Amigo:
Me es altamente placentero comunicar a Vuestra Excelencia que después de haber sido promulgada la Constitución de esta República, su Asamblea Nacional, haciendo uso de una de sus atribuciones constitucionales, me eligió con el voto de todos sus miembros, Presidente de la Nación, cuyo puesto entré a desempeñar el día veinte de este mes de febrero.
Al dar cuenta a Vuestra Excelencia de estos sucesos, llenando así un deber político y de cortesía hacia vos, me es grato significaros mis sinceros votos por la felicidad de la Nación de que sois digno Jefe, a la vez que haceros conocer mi anhelo de que las relaciones entre el Gobierno que presido y el vuestro sean siempre de lo más cordiales y de estrechar más y más los vínculos de amistad que los ligan. Esos son también los sentimientos del pueblo panameño hacia el de la República de El Salvador.
Plegue al Todo Poderoso derramar sobre vuestro país sus mayores beneficios y mantenernos en su santa guarda, son los deseos de
Vuestro Buen Amigo,
M. Amador Guerrero

La carta será respondida en el 20 de abril, después del reconocimiento de la independencia panameña por el gobierno salvadoreño;

A Su Excelencia, Manuel Amador Guerrero, Presidente de la República de Panamá.
Grande y Buen Amigo:
Por vuestras Letras, datadas el 29 de febrero último, he tenido conocimiento de que, después de promulgada la Constitución, la Asamblea Nacional, con el voto de todos sus miembros, os eligió Presidente de esa república, cargo que entrasteis a desempeñar el veinte del mismo mes de febrero.
Cumplo el grato deber de manifestaros que vuestros nobles propósitos, encaminados a establecer y estrechar las mas cordiales relaciones, entre nuestros Gobiernos respectivos, hallarán de mi parte amplia reciprocidad; y que la República de Panamá puede contar con la fraternal amistad del pueblo salvadoreño.
Al manifestarlo así, séame permitido ofreceros mis sinceras congratulaciones por la distinción que de vuestros conciudadanos habéis merecido, y hacer votos al Todo Poderoso por la prosperidad del pueblo panameño y la dicha personal de su primer gobernante.
Vuestro Leal y Buen Amigo,
P. José Escalón